# Bishop's Tawton
Bishop's Tawton est un village et une paroisse civile du Devon, dans l'Angleterre du Sud-Ouest. Il est situé à 5 km au nord de la ville de Barnstaple, dans la vallée de la Taw (en). Administrativement, il relève du district du North Devon. Au moment du recensement de 2011, il comptait 1 256 habitants.